# Don Cazayoux
Donald Jules Cazayoux Jr., detto Don (New Roads, 17 gennaio 1964), è un politico statunitense, membro della Camera dei Rappresentanti per lo stato della Louisiana dal 2008 al 2009.

## Biografia
Lontano cugino di Lindy Boggs, Cazayoux studiò presso l'Università statale della Louisiana e si laureò in giurisprudenza all'Università di Georgetown. Dopo gli studi, esercitò la professione di avvocato e poi divenne procuratore della parrocchia di Pointe Coupee. Fu presidente di una sezione del Lions Club International.
Entrato in politica con il Partito Democratico, nel 2000 ottenne un seggio all'interno della Camera dei rappresentanti della Louisiana, dove restò per i successivi otto anni.
Nel 2008 si candidò per un'elezione speciale alla Camera dei Rappresentanti, indetta per riassegnare il seggio lasciato dal deputato repubblicano dimissionario Richard Baker. Nelle primarie democratiche, Cazayoux sconfisse Michael L. Jackson, ottenendo la nomination del partito. Affrontò poi il repubblicano Woody Jenkins, riuscendo a sconfiggerlo con un margine di circa tremila voti. Don Cazayoux divenne il primo democratico ad occupare quel seggio dal 1974, dopo la sconfitta di John Rarick.
Nel mese di novembre del 2008, Cazayoux si presentò come candidato per un mandato completo, ma venne sconfitto dal repubblicano Bill Cassidy con uno scarto di quasi venticinquemila voti. In quella tornata elettorale, Michael L. Jackson si era nuovamente candidato, questa volta come indipendente e col sostegno di un vecchio finanziatore dei repubblicani, giungendo terzo con poco più di trentaseimila voti; già dall'annuncio della candidatura, infatti, i notisti politici avevano sottolineato come ci fosse la seria probabilità che Jackson sottraesse voti che probabilmente sarebbero andati a Cazayoux, contribuendo così alla vittoria di Cassidy. Tre giorni dopo le elezioni, il Daily Kingfish pubblicò le foto di un incontro tra Jackson ed il neoeletto Cassidy.
Durante la sua permanenza al Congresso, Cazayoux si configurò come un democratico moderato-centrista; si espresse contro l'aborto e a favore del secondo emendamento. Si definì "un democratico alla John Breaux".
Nel 2010, il Presidente Barack Obama nominò Cazayoux procuratore degli Stati Uniti per il distretto centrale della Louisiana, a seguito di una raccomandazione della senatrice Mary Landrieu. Venne confermato all'unanimità dal Senato nel mese di giugno.
Nel 2014, dopo essersi dimesso da procuratore, Cazayoux fondò un proprio studio legale a Baton Rouge.